# Dicranomyia (Dicranomyia) kirishimana
Dicranomyia (Dicranomyia) kirishimana is een tweevleugelige uit de familie steltmuggen (Limoniidae). De soort komt voor in het Palearctisch gebied.